# Мирослав Енчев
Мирослав Танев Енчев (роден на 8 август 1991 г.) е български футболист, който играе на поста централен защитник. Състезател на Загорец.

## Кариера
На 16 януари 2018 г. се присъединява към Черно море от отбора на Верея. На 17 февруари същата година прави своя дебют при загубата с 4:1 като гост на Берое.

## Успехи
Нефтохимик
- Втора Лига (1): 2012/13

 Берое
- Купа на България (1): 2010